# Giulio Placidiano
Giulio Placidiano (latino: Iulius Placidianus; fl. 269-273) è stato un generale romano, che fece carriera durante i difficili anni della crisi del III secolo: il suo sostegno all'imperatore Aureliano gli permise di raggiungere il consolato e di divenire senatore.

## Biografia
Vir perfectissimus e praefectus vigilum di rango equestre, nel 269 comandava le truppe di stanza nella Gallia Narbonensis. Qui Placidiano era stato inviato dall'imperatore Claudio il Gotico a per riprendere i territori sottratti all'impero con la secessione dell'Impero delle Gallie; riuscì probabilmente a riconquistare la parte orientale della Narbonensis. Placidiano controllava la bassa valle del Rodano, nello stesso periodo in cui le truppe renane dell'Impero delle Gallie di Vittorino marciavano su Augustodunum per sedare una rivolta, scoppiata forse in coincidenza con l'arrivo di Placidiano.
Poco dopo divenne prefetto del pretorio, promosso o da Claudio il Gotico o da Aureliano (270 circa). Considerata la coincidenza dei luoghi e dei tempi, è stato ipotizzato che la sua rapida ascesa sia stata un premio per la soppressione della rivolta di Domiziano II, avvenuta nel 271.
Nel 273 fu console posterior con Marco Claudio Tacito. Fu in questa occasione, o con la nomina a prefetto, che raggiunse il rango senatoriale.